# مدل (شخص)

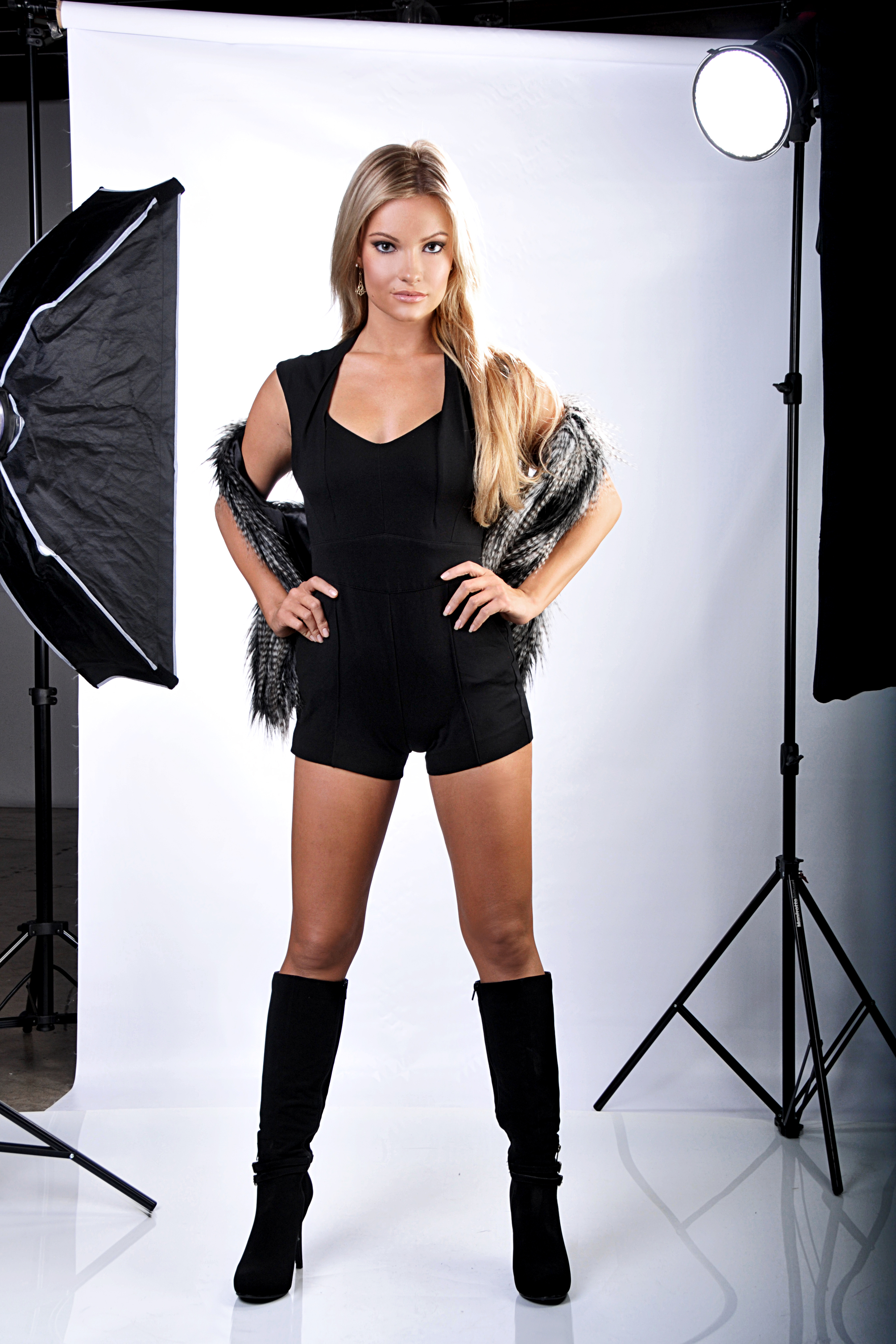
کاتلین اوکانر، نما در یک استودیوی عکس‌برداری

مدل (به انگلیسی: Model) فردی است که شغلش نمایش نوعی تمثال از حالت فیزیکی بدن ایدئال انسان در حیطه هنر، تجارت و طراحی البسه است. هنر مدل معمولاً به معنی پوشیدن و نمایش لباس‌های جدید طراحی شده توسط طراحان لباس و شرکت‌های تولید پوشاک است. به افرادی که در کار خود موفق‌تر و همچنین مشهورتر هستند سوپرمدل می‌گویند. افرادی که برای نقاشی، مجسمه‌سازی، عکاسی و سایر هنرهای تجسمی الگوی هنرمندان می‌شوند نیز مدل نامیده می‌شوند. شبکهٔ فرانسوی فرانس ۲۴ بیشترین مدعیان فشن در ایران را دخترانی معرفی کرده‌است که فقط برای گرفتن «لایک» و کسب معروفیت، به رایگان جلوی دوربین عکاسان می‌روند.

## تاریخچه
مدلینگ به عنوان یک حرفه برای اولین بار در سال ۱۸۵۳ توسط چارلز فردریک وورث، «پدر سبک عالی» تأسیس شد، هنگامی که او از همسرش، ماری ورنت وورث، خواست تا لباسهایی را که طراحی کرده‌است، مدل کند. اصطلاح «مدل خانه» برای توصیف این نوع کار ایجاد شد. سرانجام، این روشی عادی برای خانه‌های مد پاریس شد. هیچ الزامات استاندارد اندازه‌گیری فیزیکی برای یک مدل وجود نداشت و بیشتر طراحان برای نشان دادن تنوع در طرح‌های خود از زنان با اندازه‌های مختلف استفاده می‌کردند.
با پیشرفت عکاسی مد، حرفه مدلینگ به مدل‌سازی عکس نیز گسترش یافت. مدل‌ها نسبتاً ناشناس و نسبتاً ضعیف پرداختند تا اواخر دهه ۱۹۴۰، زمانی که سه سوپرمدل اول جهان، باربارا گوالن، بتینا گراتسیانی و لیزا فونساگریوز فرماندهی مبالغ بسیار زیادی را آغاز کردند. در طول دهه‌های ۱۹۴۰ و ۱۹۵۰، گراتسیانی بیشترین عکس را در فرانسه و ملکه بی چون و چرای مد را در اختیار داشت، در حالی که فونساگریوز در بیش از ۲۰۰ جلد مجله وگ ظاهر شد. شناخت نام وی منجر به اهمیت مجله وگ در شکل‌گیری مشاغل مدل‌های مد شد. یکی از محبوب‌ترین مدل‌ها در طول دهه ۱۹۴۰ جینکس فالکنبورگ بود که هر ساعت ۲۵ دلار دستمزد می‌گرفت که در آن زمان مبلغ هنگفتی بود؛ و کارمن دل اورفیس نیز بر مد مسلط بودند. کلیسای Dorothea در میان اولین مدل‌های سیاه‌پوست در صنعت بود که در پاریس به رسمیت شناخته شد. با این حال، این مدل‌ها در خارج از جامعه مد ناشناخته بودند. اندازه‌گیری‌های ویلهلمینا کوپر ۳۸ "-۲۴" -۳۶ "در حالی که اندازه‌گیری‌های شانل ایمان ۳۲" -۲۳ "-۳۳" بود. در سال ۱۹۴۶، مدل‌های فورد توسط آیلین و جرارد فورد در نیویورک تأسیس شد. این یکی از قدیمی‌ترین آژانس‌های نمونه در جهان است.

### دهه ۱۹۶۰ و آغاز صنعت

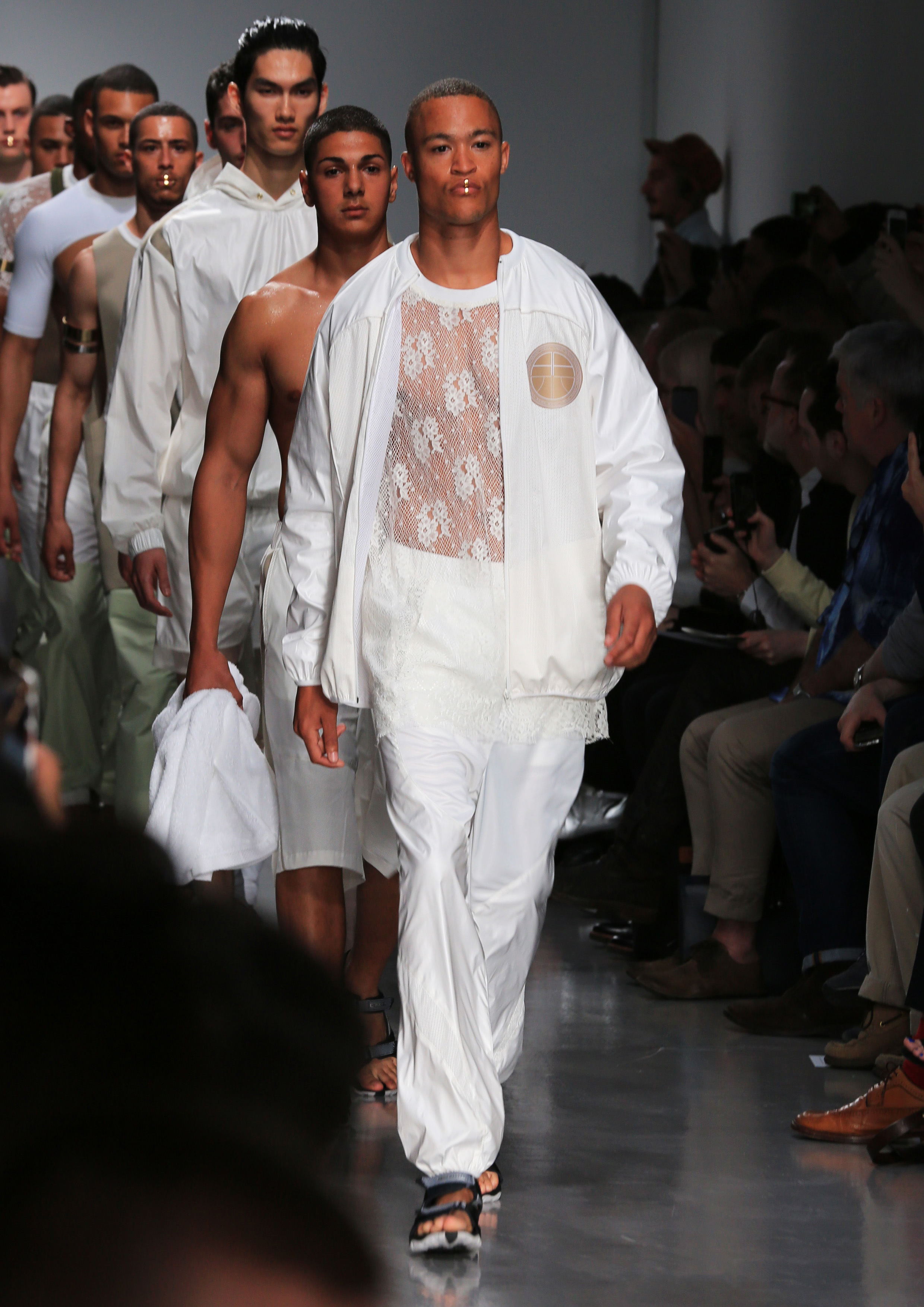
مدل‌ها در یک نمایش مد

در دهه ۱۹۶۰ جهان مدل سازی شروع به ایجاد آژانس‌های مدل سازی کرد. در سراسر اروپا، خدمات دبیرخانه به عنوان کارگزاران مدل عمل می‌کردند که برای پیام‌ها و رزروهایشان نرخ هفتگی را از آنها می‌گرفتند. در بیشتر موارد، مدل‌ها مسئولیت صورتحساب خود را داشتند. در آلمان، نمایندگان مجاز نبودند برای درصدی از درآمد یک شخص کار کنند، بنابراین از آنها به عنوان منشی یاد می‌شود. به استثنای چند مدل که به پاریس یا نیویورک سفر می‌کردند، سفر برای یک مدل نسبتاً سابقه نداشته‌است. اکثر مدل‌ها به دلیل قوانین کار مختلف حاکم بر مدل سازی در کشورهای مختلف فقط در یک بازار کار می‌کردند. در دهه ۱۹۶۰ ایتالیا خانه‌های مد و مجلات مد زیادی داشت اما به مدل بسیار نیاز داشت. آژانس‌های ایتالیایی اغلب با بازداشت حقوق خود مجبور می‌شوند بدون ویزای کار به ایتالیا برگردند. آنها همچنین مدل‌های خود را به صورت نقدی پرداخت می‌کنند، مدل‌هایی که باید از نمایندگی‌های گمرک پنهان کنند. غیرمعمول نبود که مدل‌هایی که در هتل‌هایی مانند لا لوئیزیانا در پاریس یا آرنا در میلان اقامت داشتند، توسط پلیس به دنبال ویزای کار خود به اتاق‌های هتل خود حمله می‌کردند. شایعه شده بود که آژانس‌های رقیب در پشت این حملات هستند. این امر باعث شد بسیاری از آژانس‌ها زنجیره‌های جهانی تشکیل دهند. به عنوان مثال، آژانس مرلین شعبه‌هایی در پاریس و نیویورک دارد.
در اواخر دهه ۱۹۶۰، لندن به دلیل رویکرد سازمان یافته و مبتکرانه تر در مدل سازی، بهترین بازار اروپا شناخته می‌شد. در این دوره بود که مدل‌ها به نام خانگی تبدیل شدند. مدل‌هایی مانند Jean Shrimpton , Tania Mallet , Celia Hammond , Twiggy , Penelope Tree و بر صحنه مد لندن تسلط داشتند و برخلاف مدل‌های قبلی خود از حقوق بالایی برخوردار بودند. توئیگی در ۱۶ سالگی چهره ۶۶ شد. در این زمان، آژانس‌های مدل در مورد مدل‌هایی که ارائه می‌دهند محدودیت چندانی نداشتند، اگرچه امضای مدل‌های کوتاه برای آنها غیر معمول بود. توییگی، که ۵ فوت ۶ اینچ (۱۶۸ سانتی‌متر) با نیم تنه ۳۲ اینچ ایستاده بود و موهای پسرانه ای داشت، با تغییر ایده‌آل‌های مدل شناخته می‌شود. در آن زمان، او هر ساعت ۸۰ پوند درآمد داشت، در حالی که متوسط دستمزد ۱۵ پوند در هفته بود.

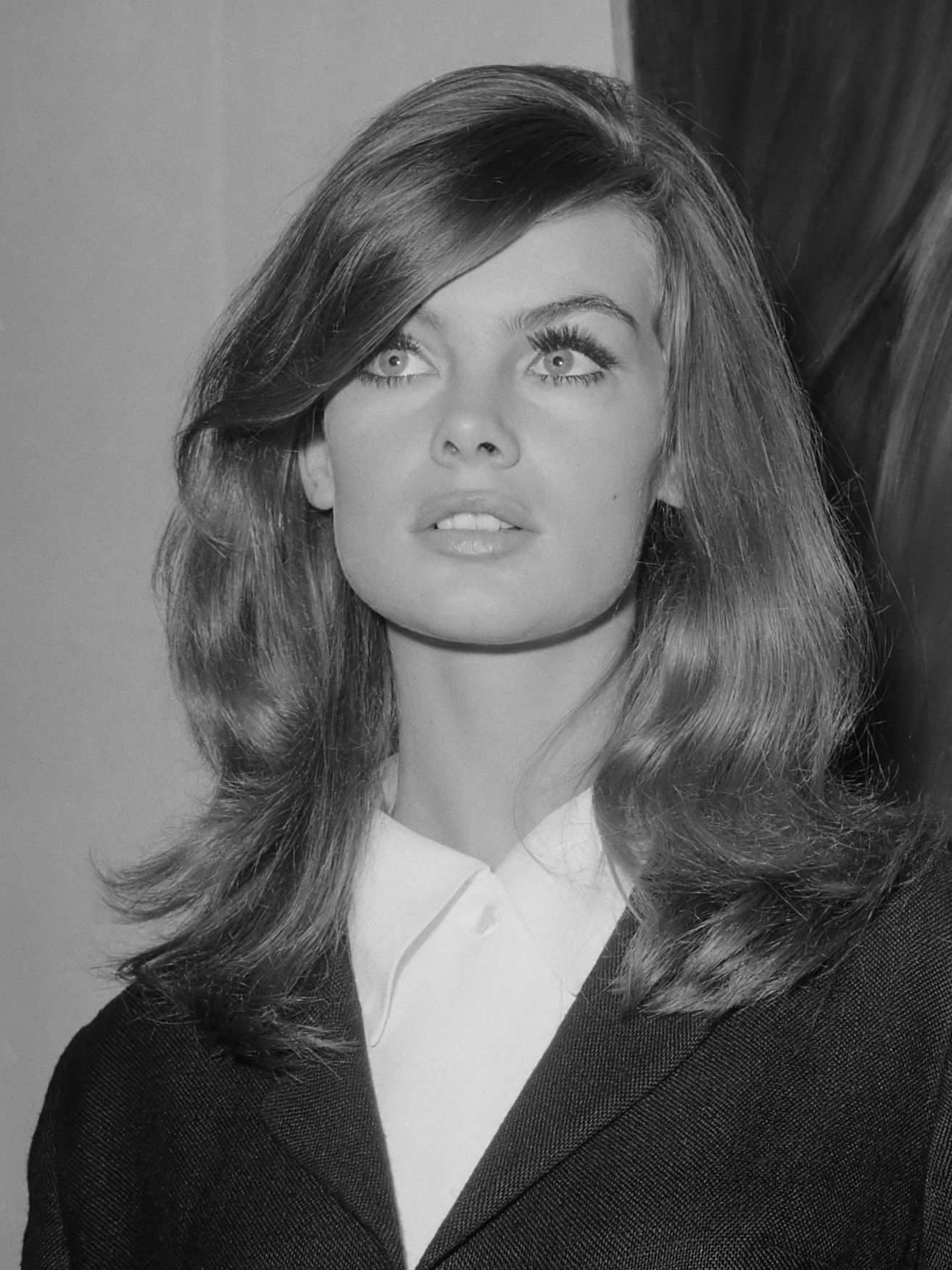
جین شرمپتون در سال ۱۹۶۵

در سال ۱۹۶۷، هفت نماینده برتر مدل در لندن انجمن نمایندگان مدل لندن را تشکیل دادند. تشکیل این انجمن به مشروعیت بخشیدن به مدل سازی و تغییر صنعت مد کمک کرد. حتی با نگرش حرفه ای تری نسبت به مدل سازی ، انتظار می‌رفت که مدل‌ها قبل از رسیدن به صحنه، آرایش و آرایش خود را انجام دهند. در همین حال، آژانس‌ها مسئولیت مواد تبلیغاتی و مارک تجاری یک مدل را بر عهده گرفتند. در همان سال، ویلهلمینا کوپر، مدل برتر لباس سابق، آژانس خود را با همسرش به نام Wilhelmina Models راه اندازی کرد. تا سال ۱۹۶۸، آژانس FM و مدل‌های ۱ تأسیس شدند و به همان روشی که امروزه آژانسها انجام می‌دهند، مدل‌ها را نشان می‌دهند. در اواخر دهه ۱۹۶۰، مدل‌ها بهتر برخورد می‌کردند و دستمزدهای بهتری می‌گرفتند. فورد مدلز، یکی از مبتکران، اولین آژانس بود که مبلغی را که به آنها بدهکار بود، پیش برد و اغلب به مدل‌های نوجوان که محلی زندگی نمی‌کردند، اجازه می‌داد در خانه خود، پیش‌درآمد مدل مسکن، اقامت کنند.

### دهه ۱۹۷۰ و ۱۹۸۰
نوآوری‌های دهه ۱۹۶۰ به صحنه مد دهه ۱۹۷۰ سرازیر شد. در نتیجه انجمن‌ها و استانداردهای صنعت مدل، آژانس‌های مدل بیشتر مورد توجه کسب و کار قرار گرفتند و بیشتر در مورد مواد تبلیغاتی یک مدل فکر کردند. در این زمان، آژانس‌ها شروع به پرداخت هزینه تبلیغات یک مدل کردند. در اوایل دهه ۱۹۷۰، اسکاندیناوی مدل‌های بلند، لگی، مو بلوند، چشم آبی زیادی داشت و مشتری کافی نداشت. در این زمان بود که فورد مدل‌ها پیشاهنگی پیشاهنگی را به عهده گرفتند. آنها وقت خود را صرف کار با آژانس‌هایی می‌کنند که مسابقات مدلینگ را برگزار می‌کنند. این پیش‌درآمد مسابقه Supermodel مدل Ford Ford در جهان بود که در سال ۱۹۸۰ تأسیس شد. فورد توجهات خود را به برزیل متمرکز کرد که دارای مجموعه‌ای گسترده از مدل‌های ظاهراً «عجیب و غریب» بود، که در نهایت منجر به ایجاد Ford Models Brazil شد. در همین زمان بود که اولین بار نسخه لباس شنای اسپورتس ایلاستریتد به نمایش درآمد. این مجله با عکاسی از مدل‌های «بزرگتر و سالم» کالیفرنیا، و چاپ اسامی آنها با عکس‌های آنها، روندی را ایجاد کرد و بدین ترتیب بسیاری از آنها را به نام‌های خانگی تبدیل کرد و موضوع را به عنوان مشخصه وضعیت سوپرمدل معرفی کرد.

### بورلی جانسون در سال ۲۰۰۷

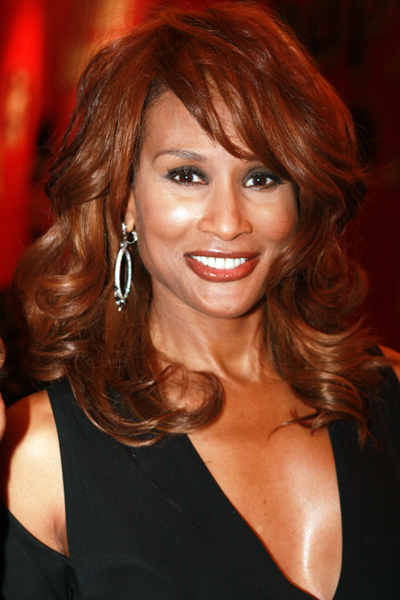
بورلی جانسون در سال ۲۰۰۷

دهه ۱۹۷۰ نقطه عطف بسیاری در مد بود. بورلی جانسون اولین آمریکایی آفریقایی‌تبار بود که در سال ۱۹۷۴ روی جلد وگ آمریکا ظاهر شد. مدل‌هایی از جمله ایمان، گریس جونز، پت کلیولند، آلوا چین، دنیال لونا، مینا برد، نیومی سیمز و توکی اسمیت از برترین مدل‌های سیاه‌پوست بودند که راه را برای زنان سیاه‌پوست در مد باز کردند. در سال ۱۹۷۵، مارگاو همینگوی به عنوان چهره عطر Babe Fabergé و در همان سال بر روی جلد مجله تایم، با عنوان یکی از «زیبایی‌های جدید»، قراردادی بی‌سابقه میلیون دلاری منعقد کرد و به مدل‌های مد نام بیشتری داد.
بسیاری از برجسته‌ترین آژانس‌های مدل سازی جهان در دهه ۱۹۷۰ و اوایل دهه ۱۹۸۰ تأسیس شدند. این آژانس‌ها استانداردی را ایجاد کردند که اکنون آژانس‌ها براساس آن فعالیت می‌کنند. در سال ۱۹۷۴، Nevs Models در لندن تأسیس شد که فقط یک هیئت مدیره مردانه دارد، اولین در نوع خود. Elite Models در سال ۱۹۷۵ در پاریس و همچنین مدل‌های جمعه در ژاپن تأسیس شد. سال بعد Cal-Carries در سنگاپور تأسیس شد، اولین آژانس زنجیره ای در آسیا. در سال ۱۹۷۷ ، انتخاب مدل مدیریت درهای خود و همچنین چرا مدل‌های نه در میلان را باز کرد. تا دهه ۱۹۸۰ آژانس‌هایی مانند Premier Model Management , Storm Models , Mikas , Marilyn و Metropolitan Models تأسیس شدند.

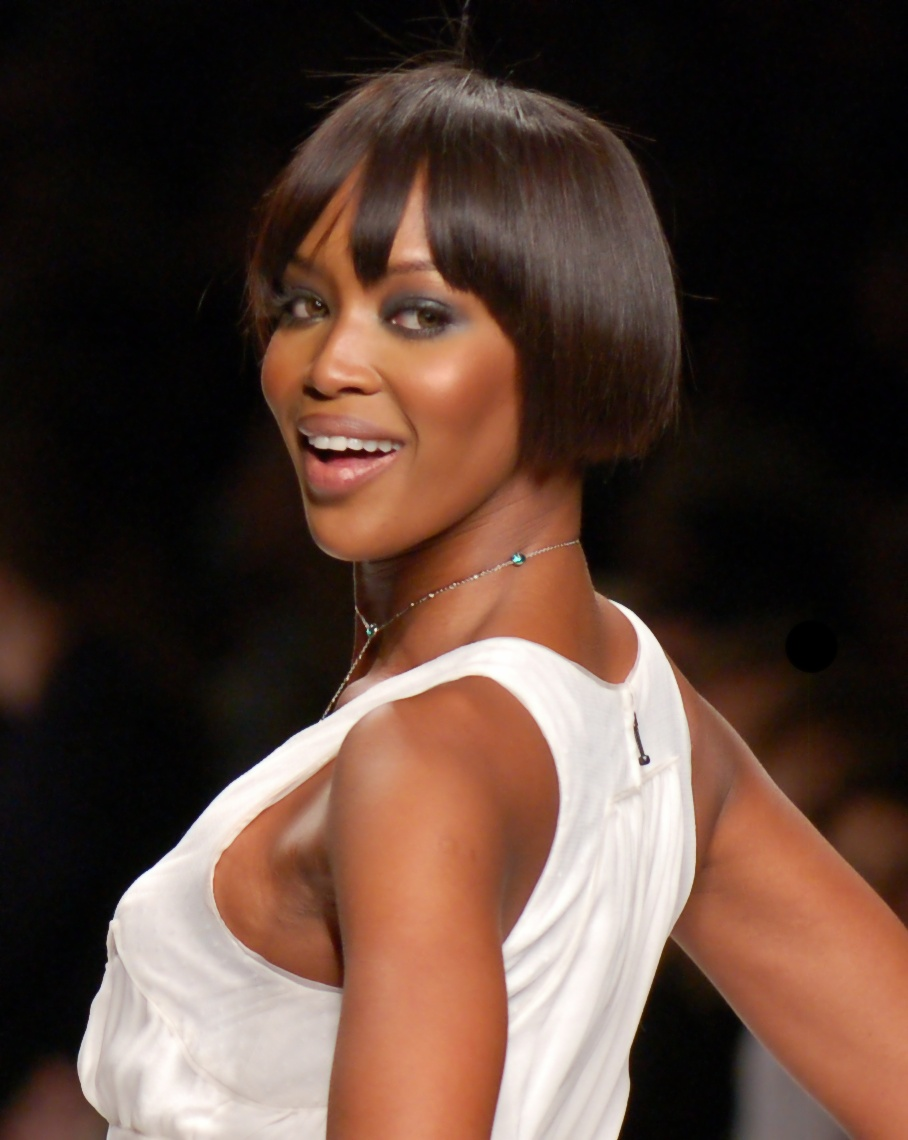
نائومی کمبل، یکی از معروف‌ترین سوپرمدل‌ها

در اکتبر ۱۹۸۱، زندگی با اعلام «چهره‌های میلیون دلاری» زیبایی، از شلی هک، لورن هاتون و ایمان برای Revlon، مارگاو همینگوی برای Fabergé، کارن گراهام برای Estée Lauder، کریستینا فرار برای Max Factor و شریل تیگز برای CoverGirl نام برد. صنعت. این مدل‌ها در مورد معاملات سودآور و انحصاری قبلاً ناشناخته با شرکت‌های بزرگ لوازم آرایشی مذاکره می‌کردند، بلافاصله قابل تشخیص بودند و نام آنها برای عموم مردم مشهور بود.
تا دهه ۱۹۸۰، بیشتر مدل‌ها توانستند مدلینگ را به یک حرفه تمام وقت تبدیل کنند. مسافرت مدل‌های خارج از کشور و کار در سراسر اروپا معمول بود. با جهانی شدن مدل سازی، آژانس‌های زیادی شروع به تفکر جهانی کردند. در سال ۱۹۸۰، Ford Models، مبتکر پیشاهنگی، مسابقه Supermodel مدل Ford Ford را معرفی کرد. در همان سال، جان کازابلانکاس Elite Models را در نیویورک افتتاح کرد. در سال ۱۹۸۱، شرکت‌های لوازم آرایشی و بهداشتی شروع به انعقاد قرارداد با مدل‌های برتر برای معاملات سودآور سودآور کردند. در سال ۱۹۸۳، Elite مسابقه خود را با عنوان مسابقه Elite Model Look توسعه داد. در دهه ۱۹۸۰ در نیویورک به اصطلاح «جنگ مدل» وجود داشت که در آن آژانس‌های فورد و نخبگان بر سر مدل‌ها و کارزارها می‌جنگیدند. مدل‌ها بین آژانس‌هایی مانند Elite , Wilhelmina و Ford به جلو و عقب می‌پریدند. در نیویورک، روند اواخر دهه ۱۹۸۰ ظاهری پسرانه بود که در آن مدل‌ها موهای کوتاه کوتاه و آهنی به نظر می‌رسیدند. در اروپا روند کاملاً برعکس بود. در این مدت، بسیاری از مدل‌های آمریکایی که زنانه تر به نظر می‌رسیدند به خارج از کشور نقل مکان کردند. در اواسط دهه ۱۹۸۰، موهای بزرگ توسط برخی از گروه‌های موسیقی محبوب شد و ظاهر پسرانه آن خارج شد. مدل‌های منحنی که در دهه ۱۹۵۰ و اوایل دهه ۱۹۷۰ محبوب بوده‌اند، دوباره سبک داشتند. مدل‌هایی مانند پتی هانسن ۲۰۰ دلار در ساعت برای چاپ و ۲۰۰۰ دلار برای تلویزیون به اضافه باقیمانده درآمد داشتند. تخمین زده شد که هانسن در طی دهه ۱۹۸۰ حدود ۳۰۰۰۰۰ دلار در سال درآمد داشته باشد.

### دهه ۱۹۹۰

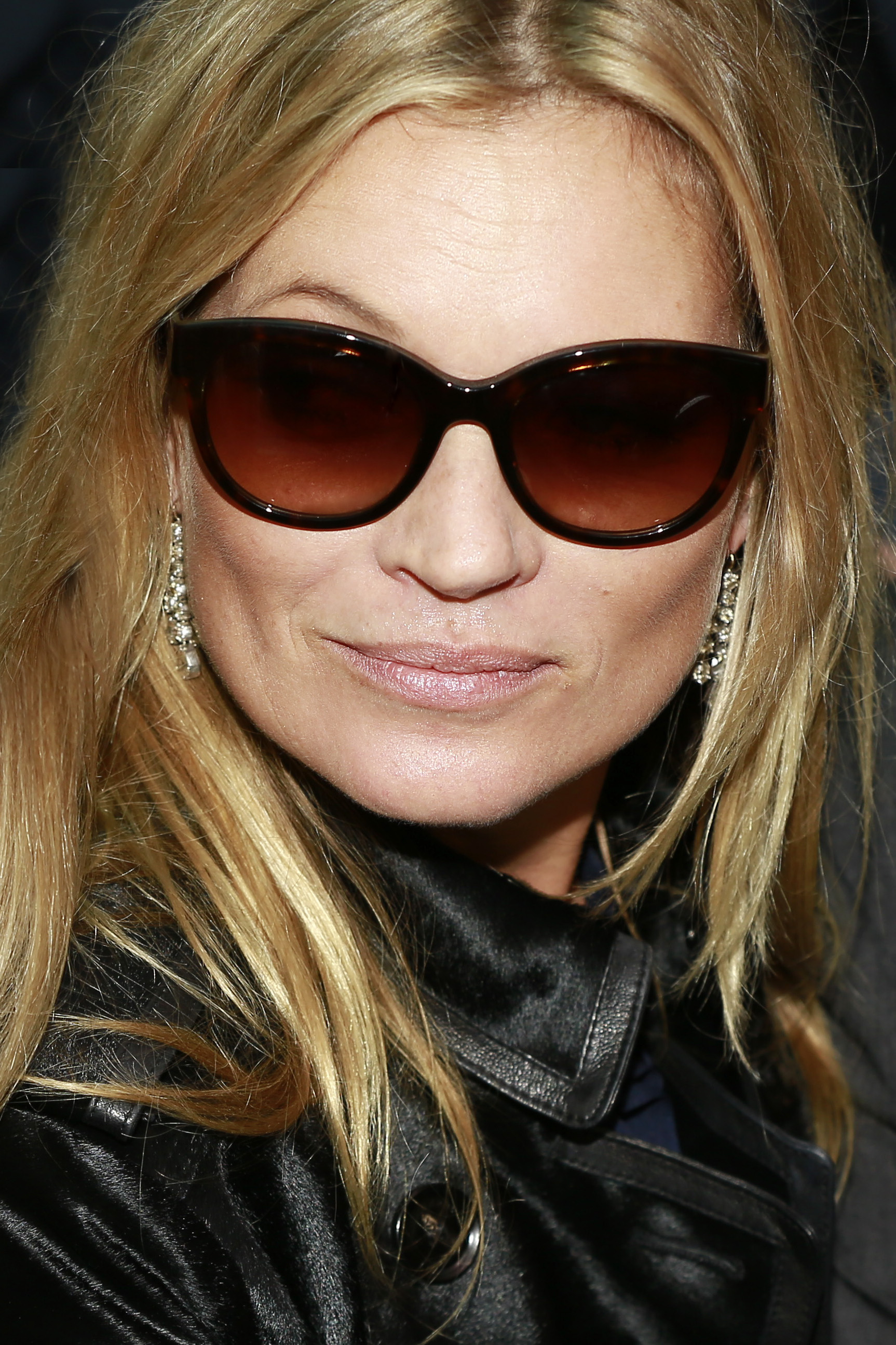
کیت ماس، رهبر جنبش شیک هروئین

اوایل دهه ۱۹۹۰ تحت سلطه مدل‌های مد بالا در اواخر دهه ۱۹۸۰ قرار داشت. در سال ۱۹۹۰، لیندا اوانجلیستا به وگ گفت: «ما روزانه برای کمتر از ۱۰۰۰۰ دلار بیدار نمی‌شویم». اوانجلیستا و هم‌رزمانش، نائومی کمپبل، سیندی کرافورد، کریستی تورلینگتون، تاتژانا پاتیتز و استفانی سیمور، با کسب درآمد از مانیتور «سوپرمدل»، شناخته شده‌ترین مدل‌ها در جهان بودند و به رسمیت شناختن جهانی و ارتفاع جدید ثروت برای صنعت. در سال ۱۹۹۱، تورلینگتون با میبلین قراردادی امضا کرد که ۸۰۰۰۰۰ دلار برای دوازده روز کار در سال به او پرداخت می‌کرد.
در اواسط دهه ۱۹۹۰، جنبش جدید «هروئین شیک» در میان مشتریان تحریریه نیویورک و لندن محبوب شد. کیت ماس از طریق تبلیغاتش برای کلوین کلاین فرزند اصلی آن شد. با وجود جنبش شیک هروئین، کلودیا شیفر مدل ۱۲ میلیون دلار درآمد کسب کرد. با محبوبیت خرده فروشی لباس زیر ویکتوریا سکرت و نسخه لباس شنای اسپورتس ایلاستریتد، نیاز به سوپرمدل‌هایی با ظاهر سالم‌تر برای پاسخگویی به تقاضای مدل سازی تجاری وجود داشت. در اواسط دهه ۱۹۹۰ نیز بسیاری از کشورهای آسیایی آژانس‌های مدل سازی تأسیس کردند.
در اواخر دهه ۱۹۹۰، دوران شیک سازی هروئین روند خود را طی کرد. لباس‌های الهام گرفته از نوجوانان به مد جریان اصلی نفوذ می‌کردند، موسیقی پاپ نوجوانان در حال افزایش بود و هنرمندانی مانند بریتنی اسپیرز، آالیا و کریستینا آگیلرا لباس‌های پر و برهنه را محبوب کردند. همان‌طور که مد به جمعیتی جوان‌تر تبدیل شد، مدل‌هایی که به شهرت رسیدند باید برای عصر دیجیتال جنسی بیشتری داشته باشند. به دنبال دستیابی به موفقیت ژیزلی بینچنی، موجی از مدل‌های برزیلی از جمله آدریانا لیما و آلساندرا آمبروزیو در باندها به شهرت رسیدند و در طول دهه ۲۰۰۰ در مدل سازی تجاری محبوب شدند. برخی این افزایش مدل‌های برزیلی را به گرایش مجله‌ها نشان می‌دهند که افراد مشهور به جای مدل روی جلد خود، از افراد مشهور استفاده می‌کنند.

### ۲۰۰۰ و بعد از آن

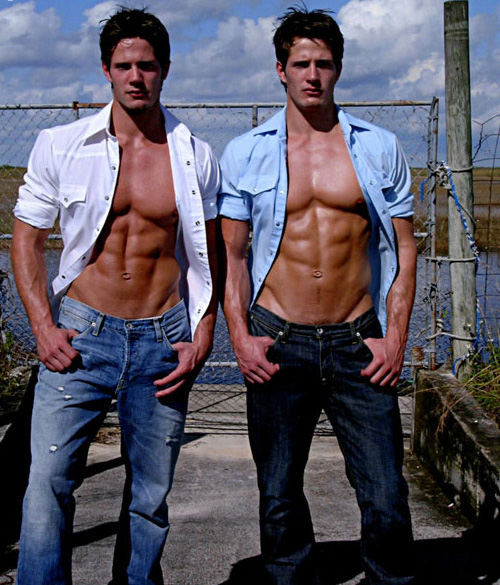
دوقلوهای کارلسون، دو مدل در یک عکسبرداری در سال ۲۰۰۶.

در اواخر دهه ۲۰۰۰ میلادی، برزیلی‌ها از باند فرودگاه بی بهره بودند. مشتریان تحریریه مدل‌هایی با عروسک چینی یا ظاهری بیگانه مانند Gemma Ward و Lily Cole را ترجیح می‌دادند. در طول دهه ۲۰۰۰، مدل‌های فورد و مدیریت مدل NEXT درگیر یک نبرد حقوقی بودند، هر آژانس ادعا می‌کرد که دیگری مدل‌های خود را می‌دزدد.

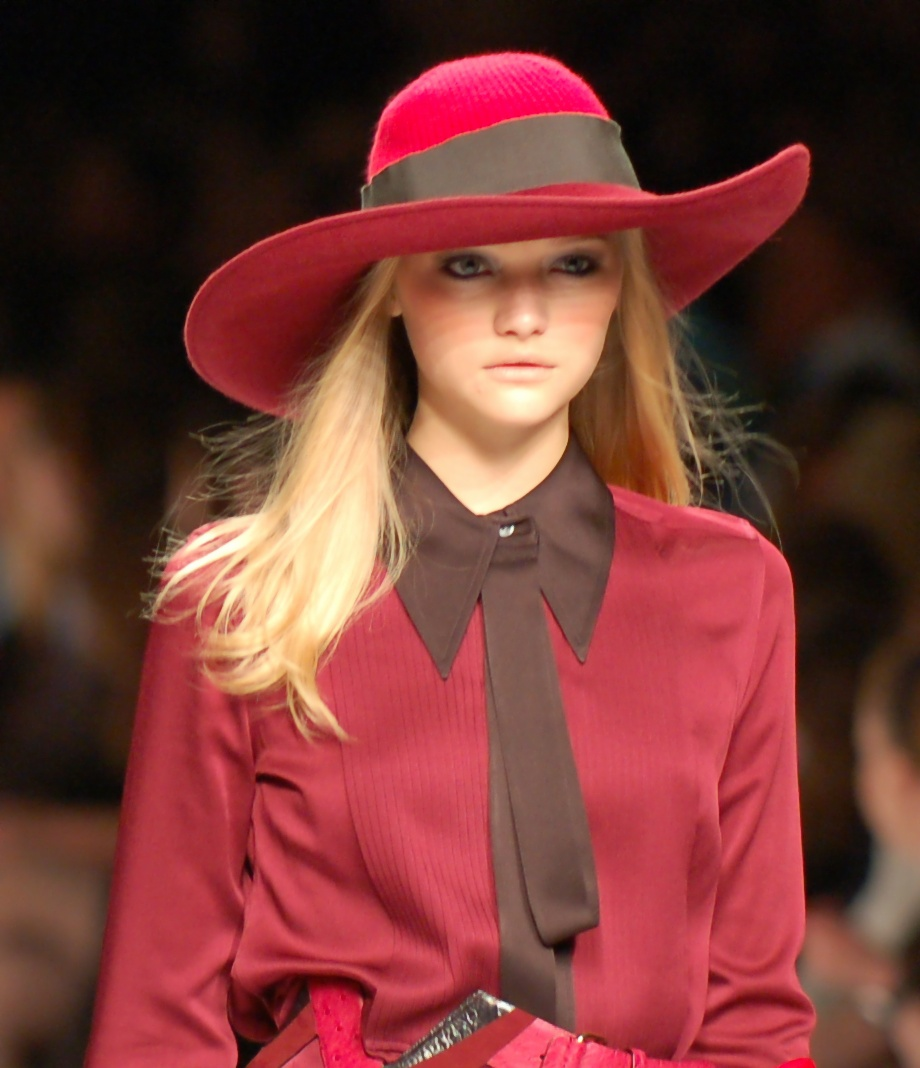
جما وارد، مدل استرالیایی

با این حال، بزرگ‌ترین بحث و جدال دهه ۲۰۰۰، سلامتی مدل‌های مد بالا در هفته مد بود. در حالی که سلامتی مدل‌ها از دهه ۱۹۷۰ نگران کننده بود، چندین خبر مهم در مورد مرگ مدل‌های مد جوان به دلیل اختلالات خوردن و سو drug مصرف مواد مخدر وجود داشت. متعاقباً شورای مد انگلیس از طراحان خواست تا قراردادی را امضا کنند مبنی بر اینکه از مدل‌های زیر شانزده سال استفاده نمی‌کنند. در تاریخ ۳ مارس ۲۰۱۲، ووگ مدل‌های زیر شانزده سال و همچنین مدل‌هایی را که به نظر می‌رسد دارای اختلال در خوردن هستند، ممنوع کرد. به همین ترتیب، سایر کشورها مدل‌های ناسالم و زیر سن قانونی را ممنوع کردند، از جمله اسپانیا، ایتالیا و اسرائیل، که همگی حداقل شاخص توده بدنی (BMI) را اعمال کردند.
در سال ۲۰۱۳، نیویورک با تصویب لایحه شماره ۵۴۸۶ مجلس سنای نیویورک، حمایت از قانون کار کودک خود را برای مدل‌های زیر هجده سال سخت‌تر کرد، که به مدل‌های زیر سن قانونی همان حمایت‌های کارگری را که برای بازیگران کودک می‌دهد، می‌دهد. محافظت‌های کلیدی جدید شامل موارد زیر است: مدل‌های زیر سن قانونی قرار نیست قبل از ۵:۰۰ بعد از ظهر یا بعد از ۱۰:۰۰ شب‌های مدرسه کار کنند و همچنین قرار نیست که آنها بعد از ۱۲:۳۰ صبح شب‌های غیر مدرسه کار کنند. ممکن است کمتر از دوازده ساعت پس از ترک آنها، مدل‌ها به کار برگردند. یک پرستار کودک باید در محل باشد. مدل‌های زیر شانزده سال باید با یک قهرمان بزرگسال همراه باشند. والدین یا سرپرستان مدل‌های زیر سن قانونی باید یک حساب صندوق اعتماد ایجاد کنند که کارفرمایان حداقل ۱۵٪ از درآمد ناخالص مدل کودک را به آن منتقل کنند؛ و کارفرمایان باید وقت و فضای اختصاصی را برای آموزشهای آموزشی اختصاص دهند.

## نمایش‌های ویژه
با اجرای مدل‌ها نمایش‌هایی ویژهٔ نمایش لباس، کفش، جواهر و سایر محصولات برپا می‌شود و مدل‌ها این محصولات را به نمایش می‌گذارند. در این نمایش‌ها به طرز راه رفتن مدل‌ها دفیله یا گربه‌رو (Cat walk) (راه رفتن مانند گربه) می‌گویند. نمایش‌ها با توجه به رویکرد طراحان و سبک آن‌ها و همچنین نوع دسته‌بندی لباس‌ها متفاوتند و در سه دسته‌بندی قرار می‌گیرند که عبارت هستند از:
- گروه اول: دسته‌بندی لباس «اوت کوتور» (شخصی‌دوزی یا لباس‌های با کیفیت دوخت و طراحی بالا) به علت سبک اینگونه لباس‌ها که بیشتر با شکوه و همراه با کار دست هستند و همچنین پارچه‌های بسیار ارزشمند و گران‌قیمت دارند به نوعی نمایشی با شکوه است و راه رفتن مدل‌ها بر صحنه با نوعی وقار همراه است و زمان بیشتری برای نمایش هر لباس صرف می‌شود.[۳۱]
- گروه دوم لباس «لباس‌های آمادهٔ پوشیدن» (ready to wear) با توجه به سبک لباس‌ها و البته سلیقهٔ کارگردان نمایش گربه رو و طراح لباس، راه رفتن‌ها سریع تر از نمایش اوت کوتور است؛ که هر سال، دو بار در دو فصل سرد و گرم، توسط هفته‌های مد و مجموعه‌داران به نمایش عموم در می‌آیند. هر چند دامنه‌ای بسیار متفاوت و سلیقه‌ای در این نمایش‌ها از سوی طراحان دیده می‌شود، ولی شباهت این نمایش‌های گروه دوم سرعت بیشتر است.[۳۱]
- گروه سوم لباس‌ها یعنی لباس‌های عامه که تولیدی انبوه دارند، ماشینی هستند و عرضه‌ای ارزان‌تر از دو گروه قبل دارند، در مکان‌هایی با معروفیت کمتر، و سرعتی بیشتر از سوی مدل‌ها در راه رفتن به نمایش گذاشته می‌شوند و این به دلیل معمولی بودن و تعداد بالای این لباس‌ها برای تسخیر سلیقه‌های مختلف است. گاه این نمایش‌ها در فروشگاه‌ها و با مدل‌هایی شناخته نشده تر به نمایش گذاشته می‌شوند.[۳۱]

## انواع مدل‌ها

### مدل‌های سایز بزرگ
مدل‌های سایز بزرگ مدل‌هایی هستند که به‌طور کلی اندازه بزرگ‌تری نسبت به مدل‌های مد دارند. کاربرد اصلی مدل‌های سایز بزرگ، نمایش در تبلیغات و نمایش برای برندهای سایز بزرگ است. مدل‌های سایز بزرگ نیز به کارهایی مشغول هستند که ارتباط عمده ای با فروش لباس‌های بزرگ ندارد، به عنوان مثال، عکاسی از سهام و عکاسی تبلیغاتی برای لوازم آرایشی، محصولات خانگی و دارویی و عینک آفتابی، کفش و ساعت؛ بنابراین، مدل‌های سایز بزرگ فقط لباس‌هایی را که به عنوان لباس‌های سایز بزرگ به بازار عرضه می‌شوند نمی‌پوشند. این امر به ویژه در هنگام شرکت در سرمقاله‌های مد مجلات اصلی جریان مد بسیار صدق می‌کند. برخی از مدل‌های سایز بزرگ در نمایشگاه‌ها و کمپین‌های خرده فروشان و طراحان اصلی مانند Gucci , Guess , Jean-Paul Gaultier , Levi's و Versace Jeans ظاهر شده‌اند.

### مدل‌های سایز معمولی

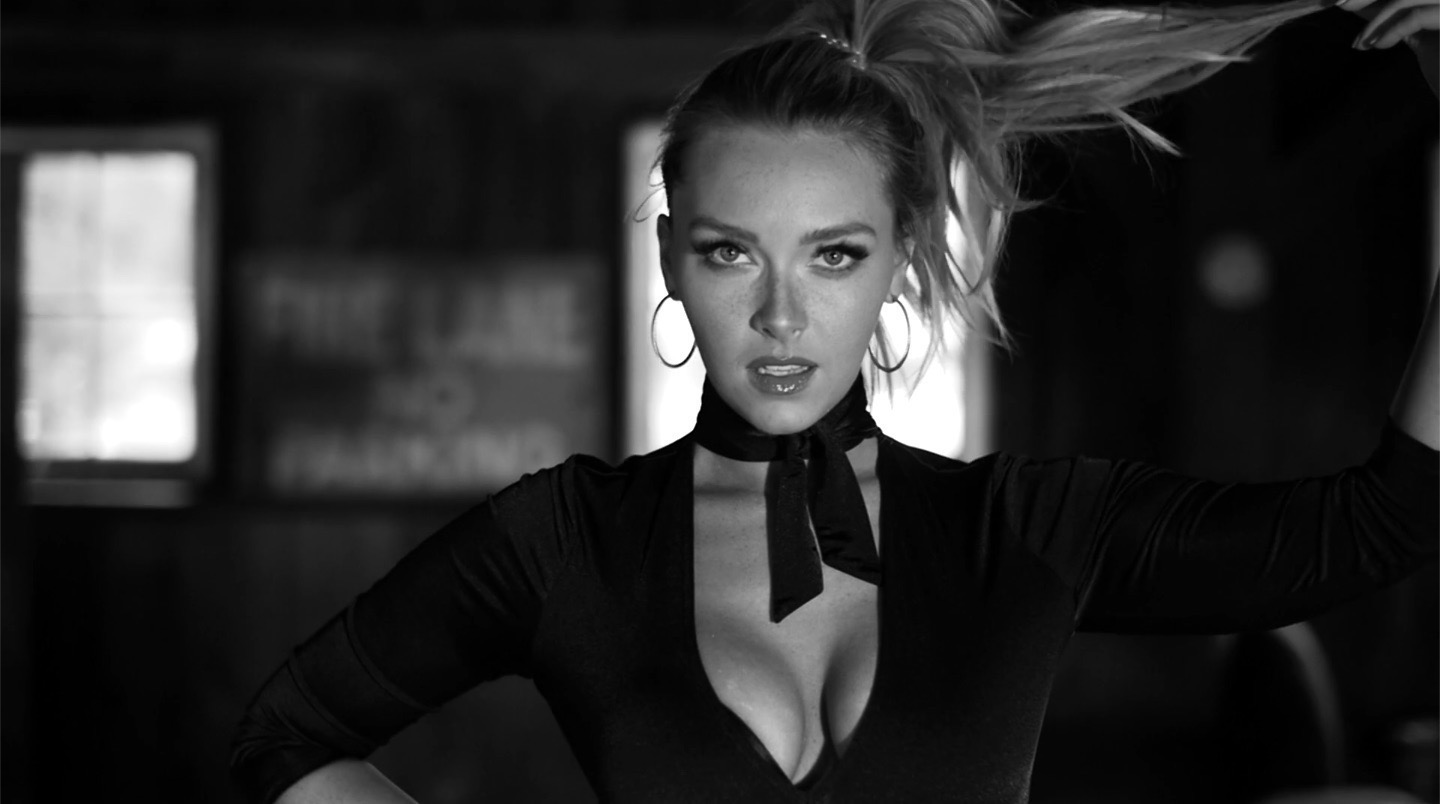
کمیل کستک یک مدل سایز معمولی است.

مدل‌های سایز معمولی یا نُرمال همچنین به عنوان «مدل‌های میانی» شناخته می‌شوند،آنها نه اندازه دستهٔ کاتالوگ (۰–۲) و نه اندازه بزرگ (۱۰ به بالا) در نظر گرفته می‌شوند. میندی کالینگ، بازیگر، این نوع بدن را در کتاب 2011 Is Everybody Hanging Out without Me توصیف کرده‌است. اوه نوشته‌است: «از آنجا که من لاغر نیستم، بلکه خیلی چاق هم نیستم … من درگیر آن اندازه «ناخوشایند زن طبیعی آمریکایی» می‌شوم که لژیون‌های سبک مد از آن بیزار هستند … بسیاری از سبک‌ها از این اندازه متنفرند، زیرا، من فکر می‌کنم، از نظر آنها، من از نظم و انضباط شخصی برخوردار نیستم که زیبایی شناسانه باشم، یا اعتماد به نفس سخیف به نظر می‌رسد که کاملاً هدونیست چربی هستم. آنها مانند "یک خط انتخاب کنید.» انتقاد وجود دارد که این مدل‌ها کنار گذاشته شده‌اند زیرا شرکت‌ها و مارک‌های مد تصمیم به استفاده از طیف‌های انتهایی دارند.

### مدل‌های سیاه‌پوست

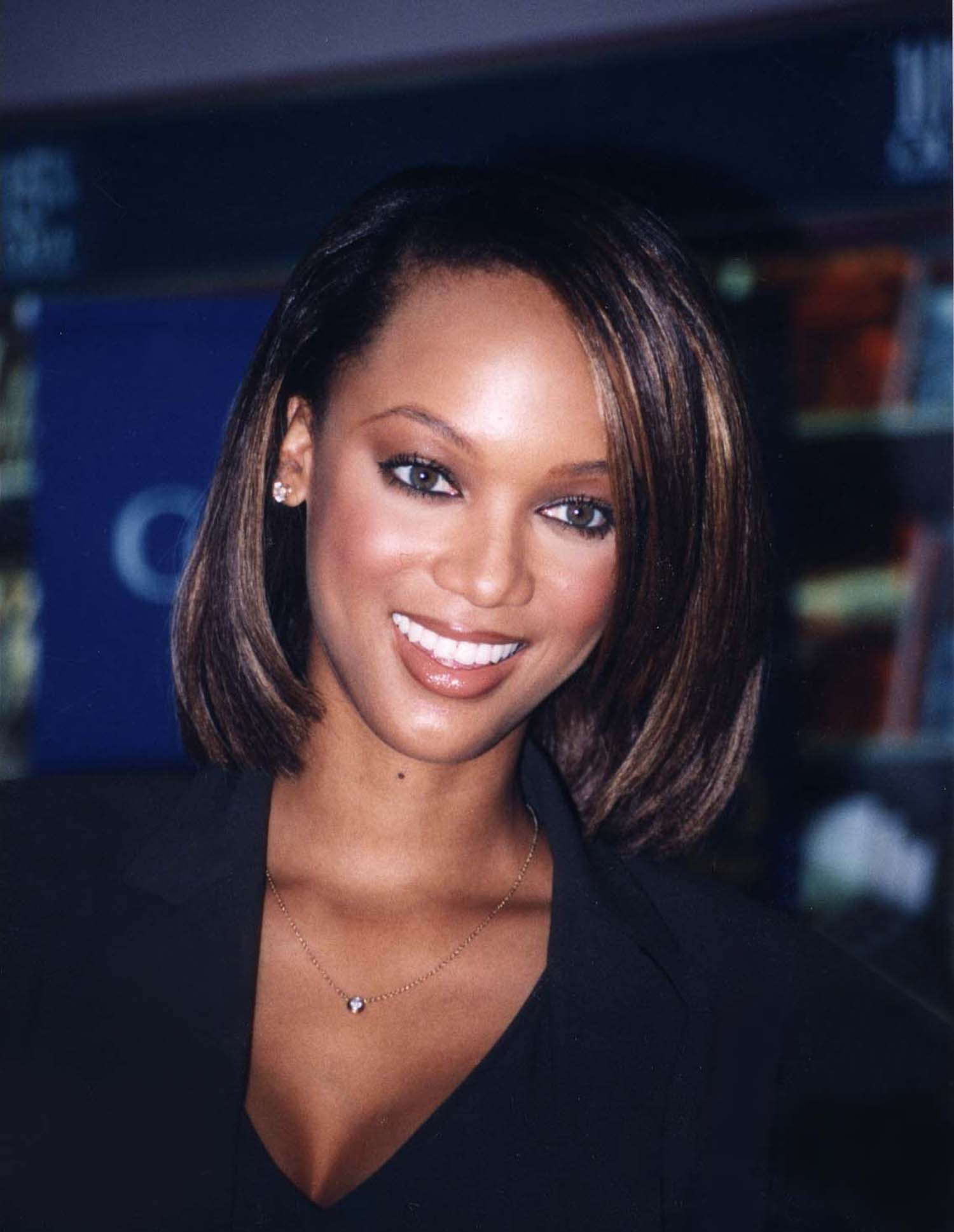
تیارا بنکز

ورود مدلینگ زنان آفریقایی‌تبار به عنوان یک حرفه از اوایل آمریکای پس از جنگ آغاز شد. این امر به ویژه از نیاز تبلیغات و افزایش مجلات عکاسی آمریکایی آفریقایی‌تبار آغاز شد. زنانی که در چنین مشاغلی پیشرفت کرده‌اند، کسانی در سیستم طبقه متوسط بودند که بر ارزش محافظه کارانه ازدواج، مادری و خانواده تأکید داشتند. زنان آفریقایی آمریکایی که در اصل مدل "Brownskin" نامیده می‌شدند، واقعیت‌های اجتماعی، جنسی و نژادی را که در انتظارات جنسیتی از دنیای مدل سازی محدود شده بود، اصلاح کردند. نیاز شدیدی به مشارکت زنان سیاه‌پوست در فرایند تبلیغات "بازار سیاه" جدید وجود داشت. با کمک Branford Models، اولین آژانس آمریکایی آفریقایی‌تبار، ۱۹۴۶ آغاز دوره مدل سازی سیاه پوستان بود. مدل‌های برانفورد توانست «موانع پیش روی آمریکایی آفریقایی‌تبار را در اوایل دوره پس از جنگ لغو کند» به ویژه با از بین بردن حداقل یک آزادی اقتصادی. در این آمریکای پس از جنگ، تقاضا برای حضور در مجلات «به عنوان مرحله ای برای نمایش کالاهای مصرفی برای مدل‌ها» و در عین حال کمک به «در ساخت گفتمان بصری جدیدی از طبقه متوسط شهری آمریکای آفریقایی» پیشرفت کرد.
در حالی که آنها تنوع را نشان می‌دادند، یک شکاف عمده در صنعت مد، تنها تا دهه ۱۹۷۰ بود که مدل‌های سیاه در جهان مدل سازی حضور چشمگیری داشتند. دهه ۱۹۷۰ به عنوان جنبش «سیاه زیباست» شناخته می‌شود، عصر مدل سیاه است. با افزایش حق محرومیت و برابری نژادی، ایالات متحده فوریت گشودن «درهای دسترسی و دید اجتماعی سیاه پوستان آمریکایی» را تشخیص داد. دنیای مد دروازه ای برای تغییرات اجتماعی بود. "دنیای مد به طور مشابه به عنوان جایی مورد توجه قرار گرفت که فرهنگ می‌تواند نشانه‌هایی از پیشرفت نژادی را پیدا کند. بیان زیبایی و زرق و برق مهم بود. مناسبات مناسب نژادی مستلزم توجه به این بود که چه کسی رژ لب و دامن کوتاه زنانه را می‌فروشد، این بدان معنی است که تبلیغ کنندگان شروع به جستجوی مدل‌های سیاه می‌کنند. مدل‌های سیاه به عنوان وسیله تغییر اجتماعی مورد توجه قرار گرفتند. به آنها فرصتی داده شد تا عدم حضور افراد سیاه پوست در فرهنگ جریان اصلی را متعادل کنند. آژانس‌ها شروع به جستجوی مدل‌های سیاه کردند و بر تغییر اجتماعی که آنها نیز کمک می‌کنند تمرکز کردند. مجله لایف در اکتبر ۱۹۶۹، موضوع آنها را با نائومی سیمز، یکی از تأثیرگذارترین مدل‌های سیاه در صنعت، پوشش داد. شهرت وی باعث شد تا مجلات بین‌المللی بین‌المللی و پروژه‌های منفرد را با طراحان در سراسر جهان انجام دهد. در شماره مجله زندگی، Black Beauty، آژانس جدیدی که مدل‌های سیاه را نشان می‌داد، در مجله گسترش یافت که ۳۹ مدل سیاه را به نمایش می‌گذارد. هر یک از این مدل‌ها ویژگی‌های منحصر به فرد خود را داشتند، و باعث می‌شد بیان سیاه از طریق گسترش این مجله تاریخی پیشرفت کند.
در اواسط دهه ۱۹۹۰، حضور سیاه پوستان در دنیای مدل سازی به‌طور چشمگیری کاهش یافته بود. طراحان شروع به طرفداری از زیبایی مداوم کردند و برای مدل‌های سفید لاغر انتخاب شدند. این واقعیت توسط مدل‌هایی مانند کیت ماس و استلا تننت که ظاهر سازگار تری برای باند ارائه می‌کردند هموار شد. در این زمان، «تعداد مدل‌های مشکی فعال در ارائه باند بلند پروفایل… چنان وحشتناک شد که در رسانه‌های جریان اصلی داستان‌ها دربارهٔ سفیدکاری باند آغاز شد». در پاسخ، مدل‌هایی مانند کمبل، ایمان و بتان هاردیسون، در تلاش برای «فراخواندن و متهم کردن خانه‌های مشهور مد به دلیل خنثی کردن مدل‌های سیاه و آسیایی بر روی پیمایش ، انتشار سرمقاله‌ها و کمپین‌ها»، در سرتاسر «ائتلاف تنوع» متحد شدند. فقدان نمایندگی، تا حدی به دلیل این باور بود که «دختران سیاه‌پوست به محصولات فشار نمی‌آورند»، که «افرادی را که به‌طور مستقیم و غیرمستقیم در این صنعت کار می‌کنند تشویق می‌کرد تا در مورد بی عدالتی‌های موجود در آن صحبت کنند». در دهه ۱۹۹۰ کاملاً واضح بود که طراحان برتر به سادگی زیبایی جدیدی را ترجیح می‌دهند که مدل‌های رنگ را از بین ببرد، که در نتیجه فقط ۶٪ از مدل‌های باند زن رنگی هستند. مأموریت اصلی ائتلاف تنوع کمپبل «تسریع در ورود به باند با فراخواندن عمدی طراحانی که اقدامات نژادپرستی را در باند اجرا کرده‌اند» بود. به گفته کمپبل ، انتخاب آنها این بود که مدل‌های سیاه را در باند فرودگاه قرار ندهند و یک باند یکنواخت را آرزو کنند که منجر به یک عمل نژادپرستانه شود. اگرچه چنین تلاش چشمگیری برای حذف حضور سیاه پوستان از دنیای مد، مدل‌هایی مانند Tyra Banks و Veronica Web همچنان پابرجا بودند. بانک‌ها نه تنها در نوجوانی بر باند سلطه داشتند، بلکه تعداد بیشماری از سکوهای فرهنگ پاپ را نیز به دست گرفتند. بانکس به عنوان اولین مدل سیاه پوش که اسپورتس ایلاستریتد را پوشش می‌داد، یکی از برجسته‌ترین مدل‌ها در اوایل دهه ۲۰۰۰ بود. با پوشش اسپورتس ایلاستریتد، ال، Essence، وگ و پیاده‌روی برای شنل، کریستسن دیور و Claude Motnanta، بانکز در حقیقت بر دنیای مد سلطه داشت. علاوه بر این، او در شاهزاده بل ایر فرانسوی بازی کرد و نمایش واقعیت مسابقه خود را به نام مدل برتر بعدی آمریکا ایجاد کرد. در گفتگو با تربای از لس نیویورک تایمز، بنکس اظهار داشت که اولین جلد خود در اسپورتس ایلاستریتد "زندگی را یک شبه تغییر داد … شما باید دوباره فکر کنید تا به یاد بیاورید که این امر برای قدردانی از زیبایی سیاه پوستان برای داشتن یک دختر سیاه‌پوست چه کاری انجام داد، دختری از نوع همسایه، روی جلد یکی از پرجرم‌ترین مجلات جریان اصلی زندگی ما. این بیانیه ای اجتماعی، بیانیه ای سیاسی و اقتصادی بود.» اکنون، مدل‌هایی مانند جوآن اسمالز، وینی هارلو، اسلیک وودز، یاسمین سندرز و بیشتر در حال مبارزه برای حضور سیاه پوستان در دنیای مدل‌سازی هستند و از جانشینان خود به عنوان الهام استفاده می‌کنند.

## تحصیلات
مدل بودن نیازی به تحصیلات عالی ندارد، با این حال در بسیاری از کشورهای غربی، طراحان، مدیران و دست‌اندرکاران مدل‌ها و صنعت مربوط، مدارس مخوو کارگاه‌هایی خاصی دارند. دانش‌آموختگان این مراکز در این حرفه و فن، حتی دروسی مثل آناتومی بدن انسان، طراحی با نرم‌افزار، و مدیریت را مجبورند بگذرانند.
اما خود مدل‌ها نیز گاهی تحصیلات کلاسیک را با هنر و حرفهٔ خود درمی‌آمیزند. به‌طور نمونه، بروک شیلدز (همسر سابق آندره آغاسی) که در سن ۱۴ سالگی بر روی جلد مجلهٔ وُگ قرار گرفت، فارغ‌التحصیل رشتهٔ زبان و ادبیات فرانسه از دانشگاه پرینستون است.

## بهداشت و تغذیه
مدل‌های زن معمولاً مجبورند رژیم‌های غذایی سختی بگیرند تا اندام لاغری داشته باشند. گاهی مدل‌ها برای موفقیت تا حد افراط پیش می‌روند که در مواردی موجب به خطر افتادن سلامتیشان نیز می‌گردد. در سال‌های اخیر پس از مرگ چند دختر جوان مدل بر اثر سوء تغذیه، اعتراض‌های اجتماعی، به خصوص از جانب فعالان حوزهٔ زنان، به وضعیت زندگی این افراد و تأثیر نامطلوب آن‌ها بر جامعه شدت گرفته‌است و کمپین ضدلاغری تشکیل شده‌است. فیلم مستند آمریکایی «آمریکای زیبا» (ساخت ۲۰۰۷) نیز با نگاه انتقادآمیز خود به این مسایل به موضوع افراط در صنعت زیبایی در کشورهای غربی من جمله آمریکا می‌پردازد. در بعضی از کشورهای اروپایی نیز قوانینی تصویب شده‌است تا مدل‌ها مجبور به داشتن مدرک سلامت پزشکی باشند.

## نگارخانه

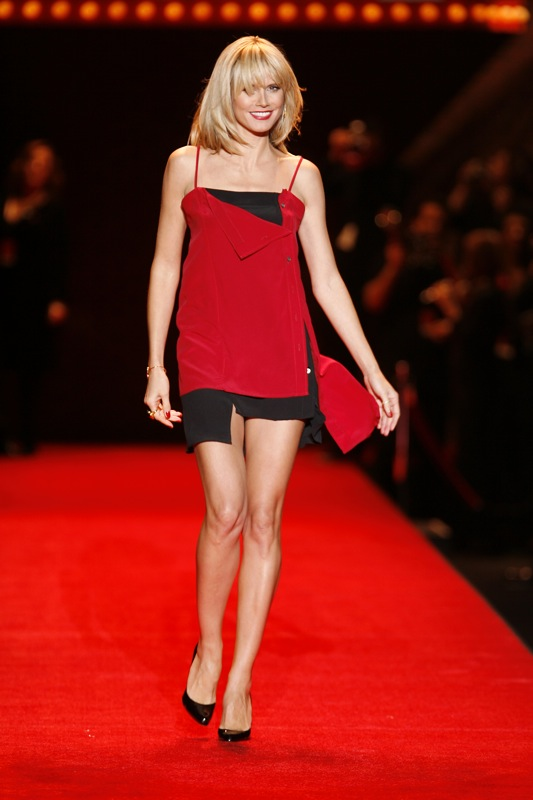
هایدی کلوم، سوپر مدل آلمانی
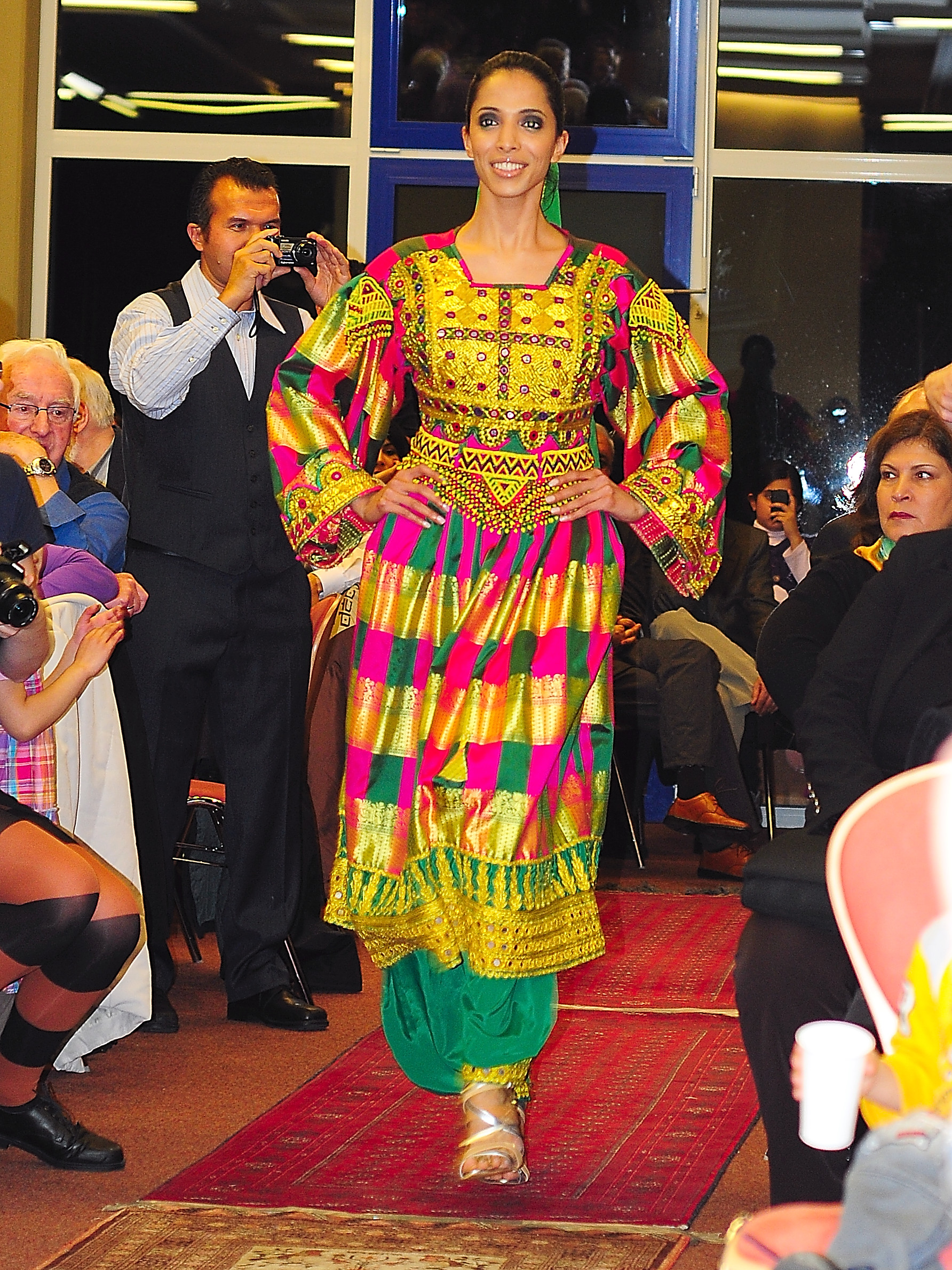
زهره اسماعیلی مدل افغان
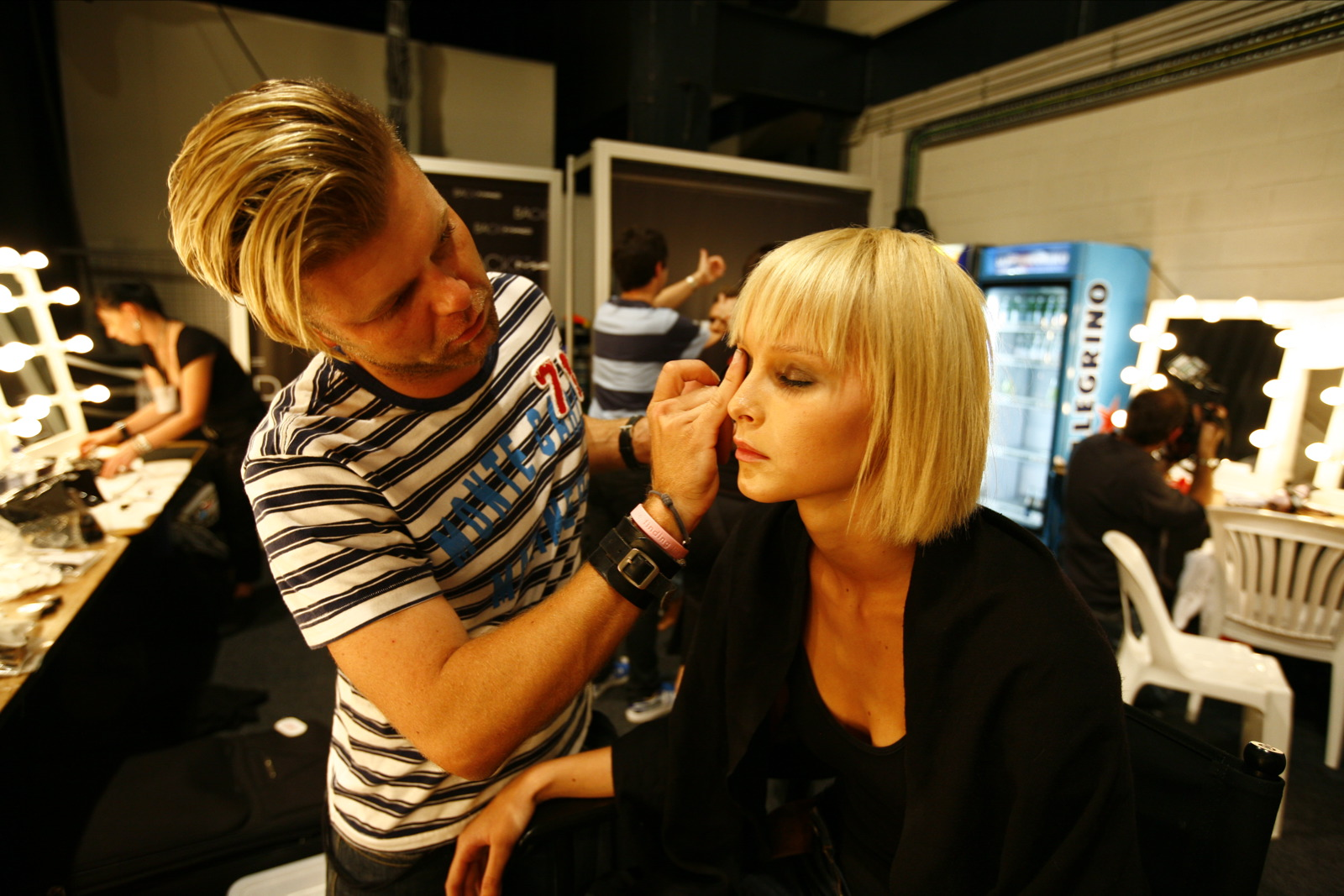
آماده‌سازی مدل‌ها در نمایشگاه مد استرالیا
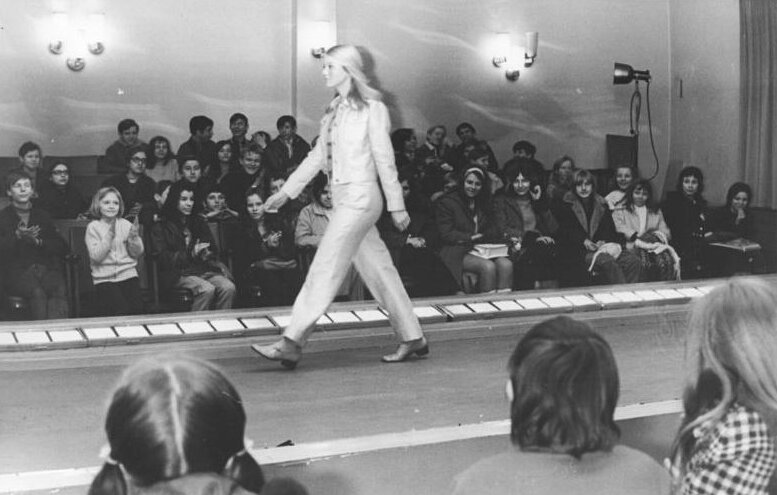
یک مدل زن در مد لباس آلمان غربی، سال ۱۹۷۲
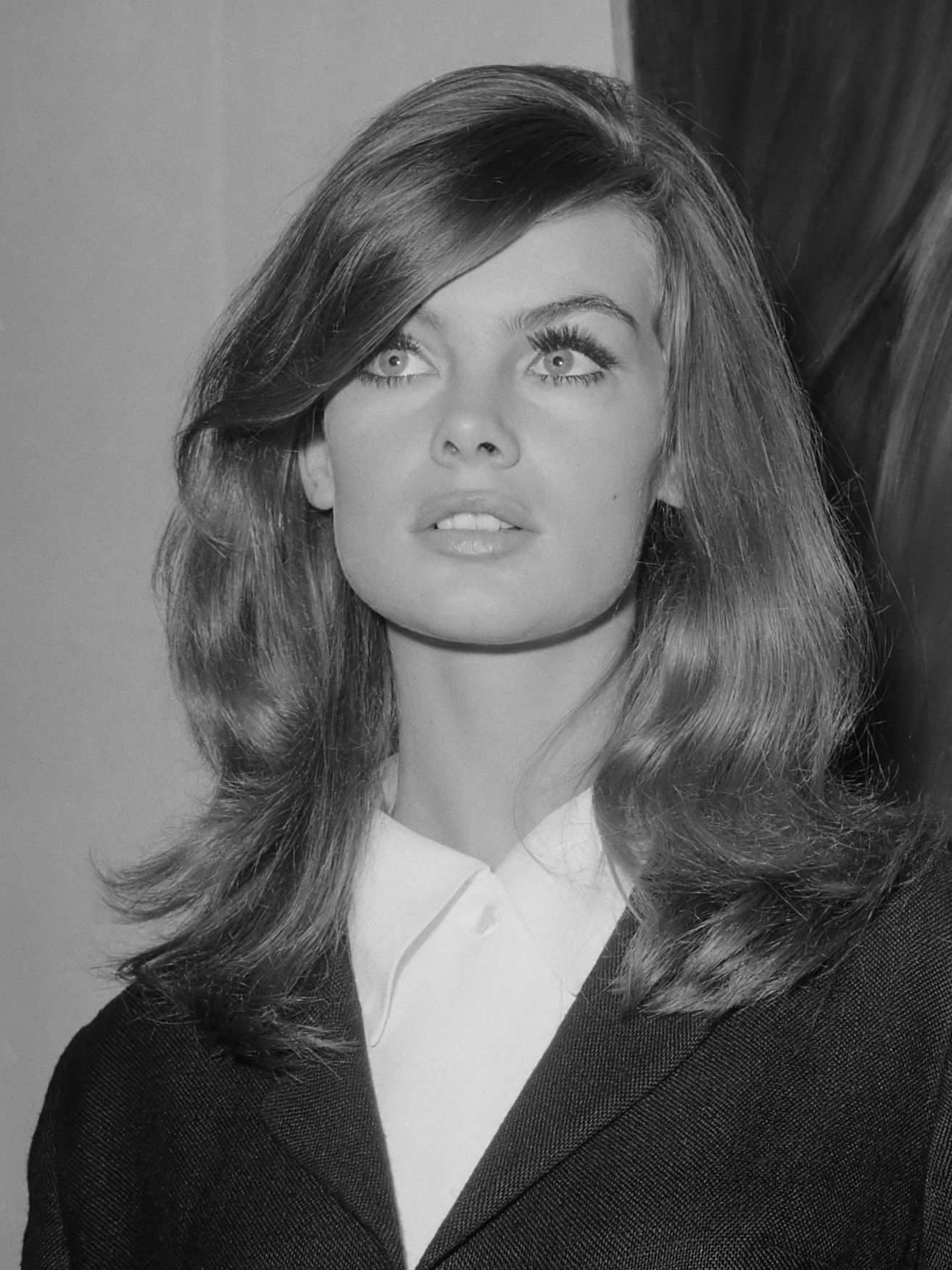
جین شرمپتون در ۱۹۶۵
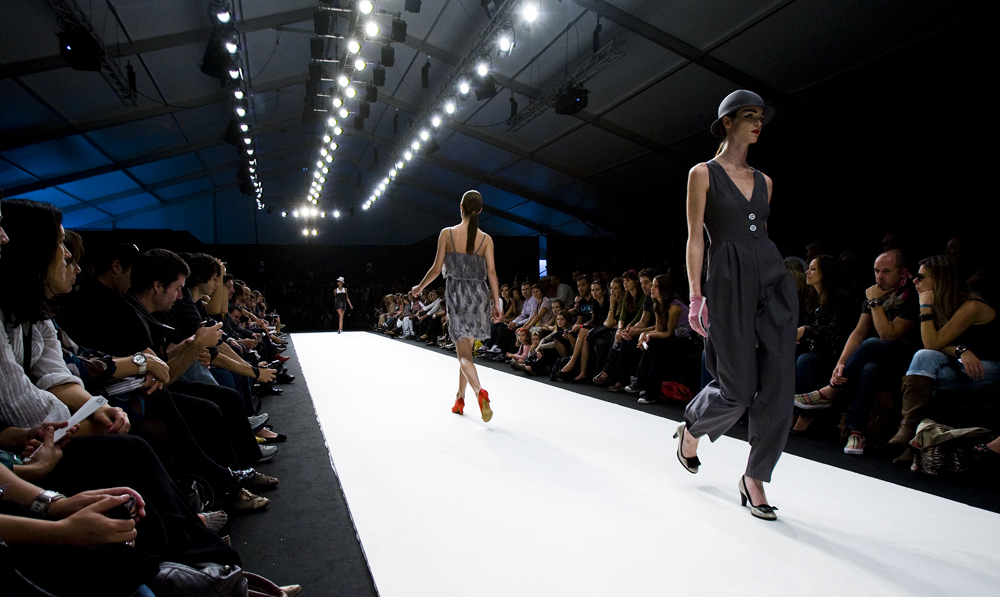
حرکت مدل‌ها روی دفیله در ۲۰۰۸
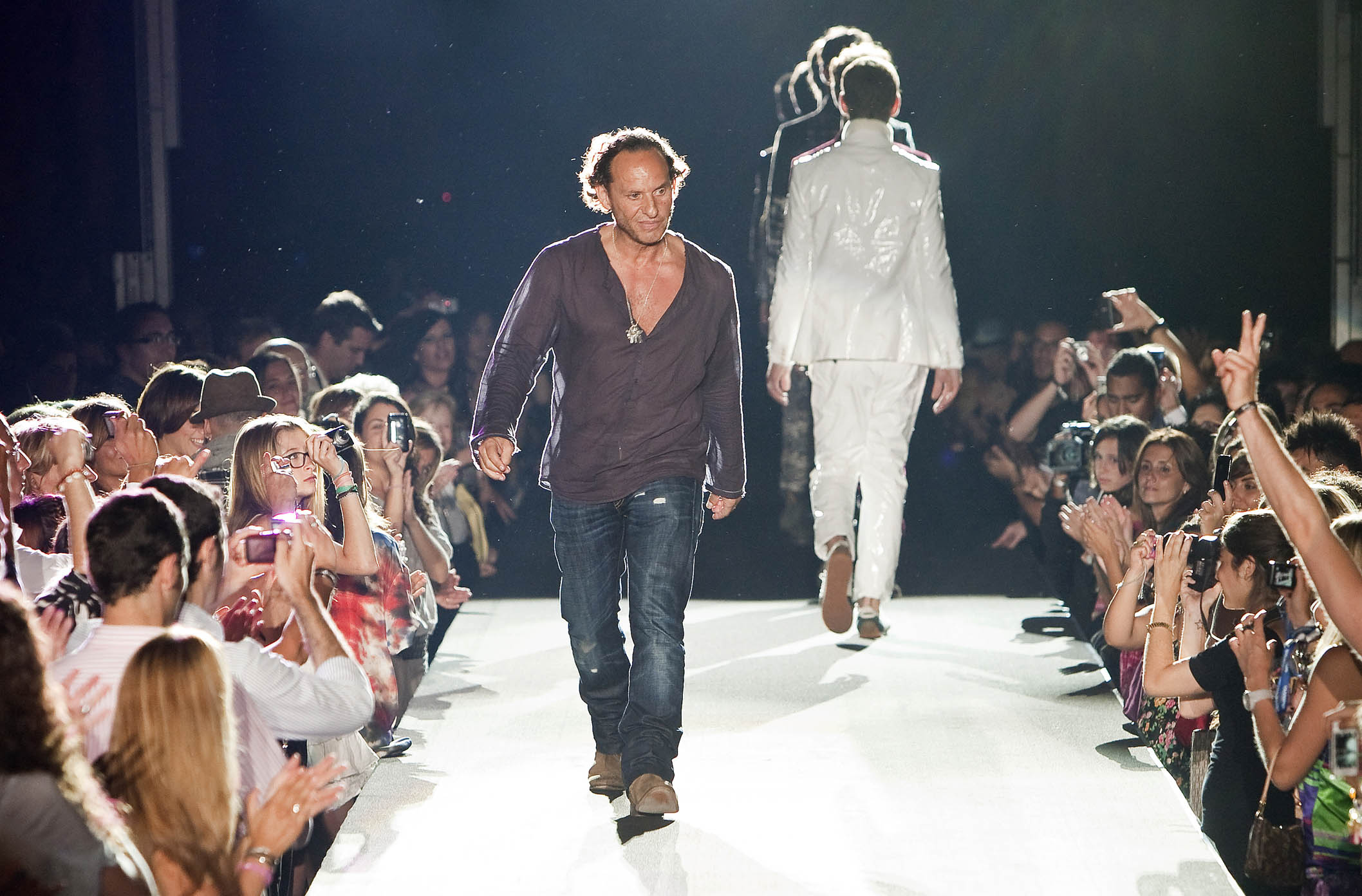
مدل‌های مرد در یک نمایشگاه مد لباس مردانه در اسپانیا